# Hidroperoksidna lijaza
Hidroperoksidne lijaze su enzimi koji katalizuju cepanje C-C veza u hidroperoksidima masnih kiselina. Oni pripadaju porodici enzima citohroma P450 (CYP74C i CYP74B).
Polinezasićene masne kiseline kao što su linoleinska i linolna kiselina su podložne stvaranju hidroperoksida u kontaktu sa kiseonikom u vazduhu. Hidroperoksidi su visoko reaktivne funkcionalne grupe jer sadrže oksidant (O-O veza) pored reduktanta (C-H veze). Kada su okruženi olefinima, hidroperoksidi se mogu podstaći da se preurede da bi dali hemiacetal. Upravo ovu reakciju katalizuju hidroperoksidne lijaze. Rezultujući aldehidi su značajni kao mirisi, isparljive supstance zelenog lišća i antihranila.

## Literatura
- Noordermeer MA, Veldink GA, Vliegenthart JF (2001). „Fatty acid hydroperoxide lyase: a plant cytochrome p450 enzyme involved in wound healing and pest resistance”. ChemBioChem. 2 (7–8): 494—504. PMID 11828481. S2CID 29327220. doi:10.1002/1439-7633(20010803)2:7/8<494::AID-CBIC494>3.0.CO;2-1. hdl:1874/5345 .
- Grechkin AN (2002). „Hydroperoxide lyase and divinyl ether synthase”. Prostaglandins & Other Lipid Mediators. 68-69: 457—70. PMID 12432936. doi:10.1016/S0090-6980(02)00048-5.